# 852 до н. е.

## Події
- Вавилон: Мардук-бел-узаті в союзі з халдеями захопив Вавилон, вигнавши свого брата Мардук-закір-шумі І. Той звернувся по допомогу до царя Ассирії Салманасара ІІІ;
- Британія: міфічний король Лайр Британський, прототип короля Лір, вдруге займає престол;